# Нойнкирхен (Австрия)
Но́йнкирхен (нем. Neunkirchen) — город, окружной центр в Австрии, в федеральной земле Нижняя Австрия.
Входит в состав округа Нойнкирхен. Население составляет 12 020 человек (на 31 декабря 2005 года). Занимает площадь 20,28 км². Официальный код — 3 18 18.

## Фотографии

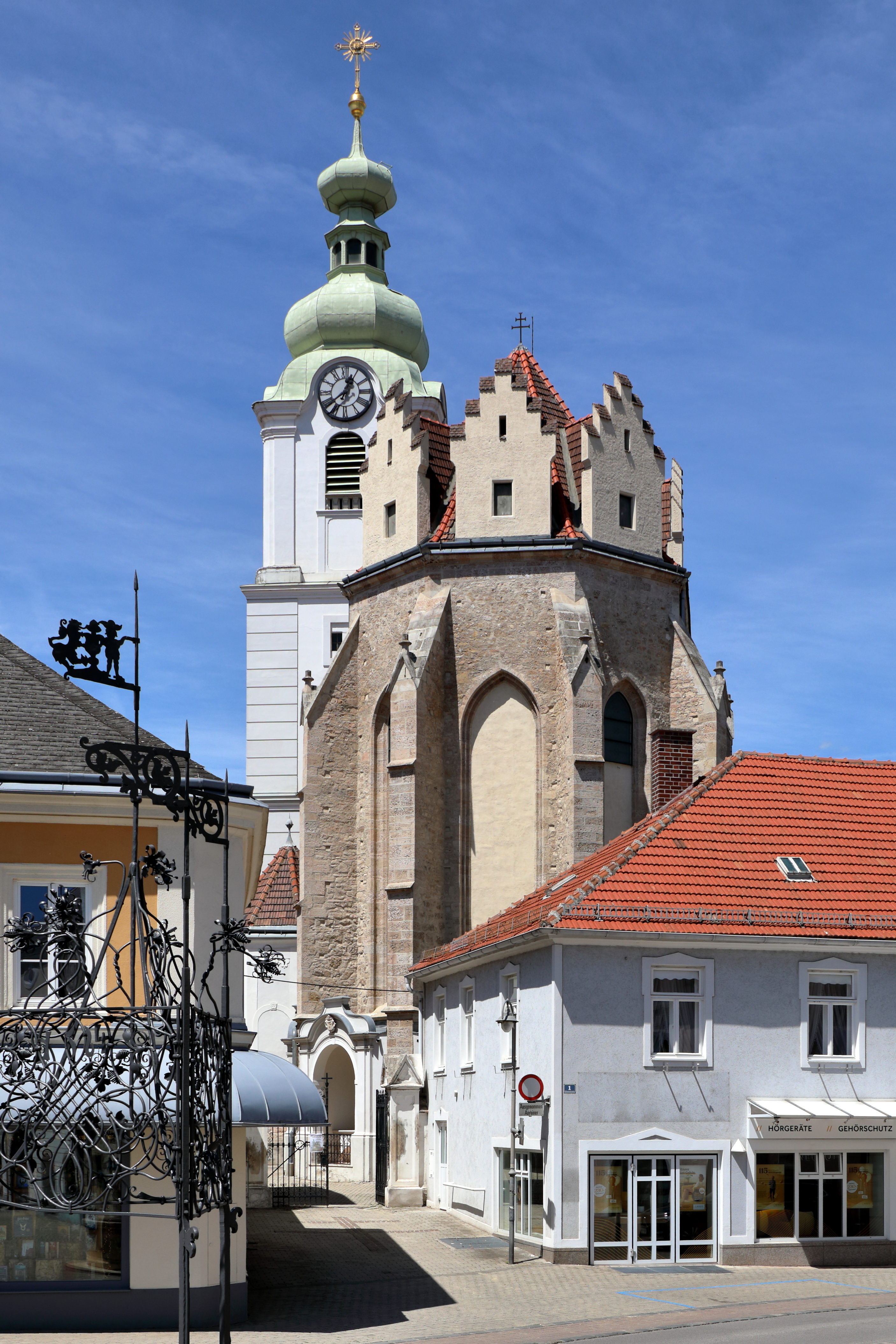
Городская приходская церковь Нойнкирхена
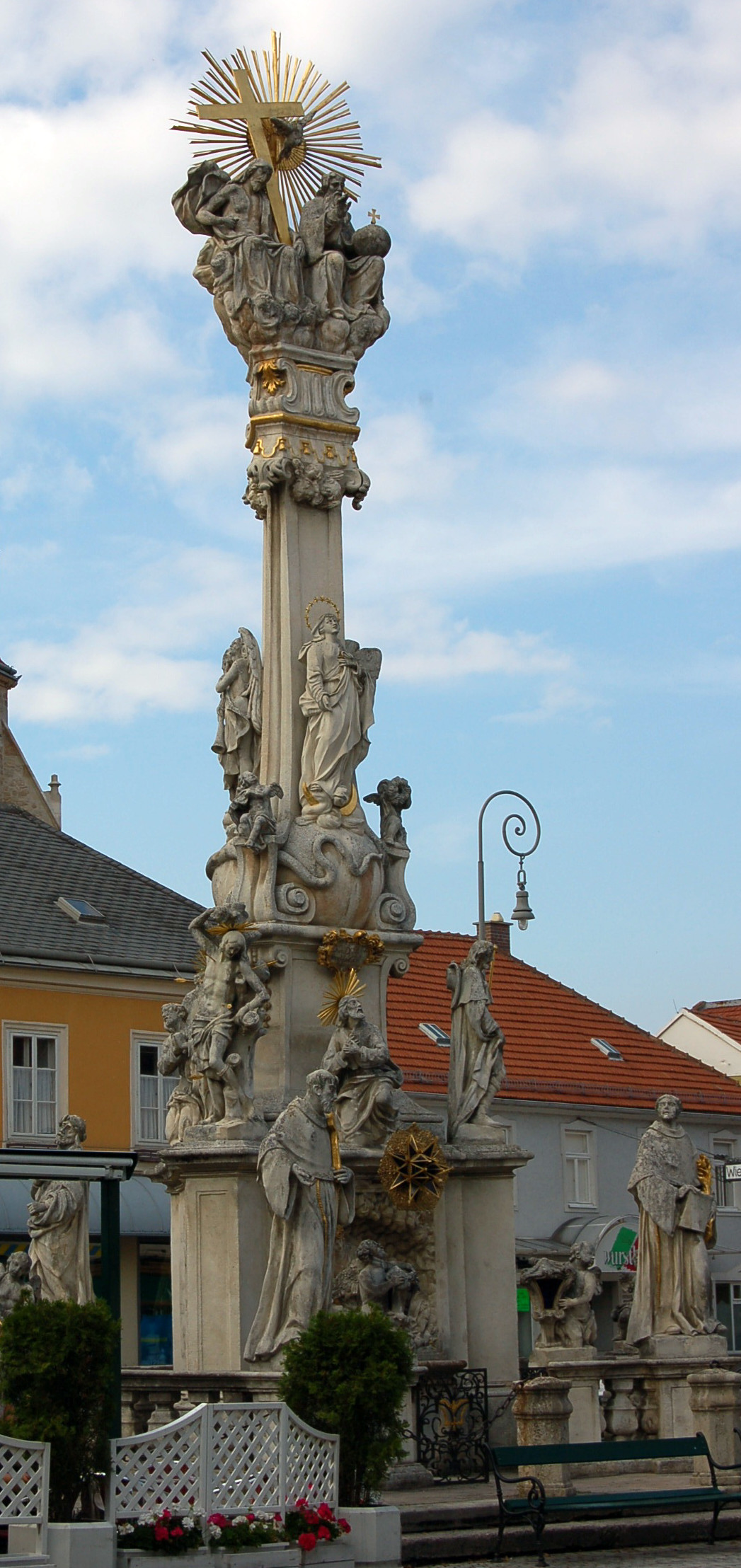
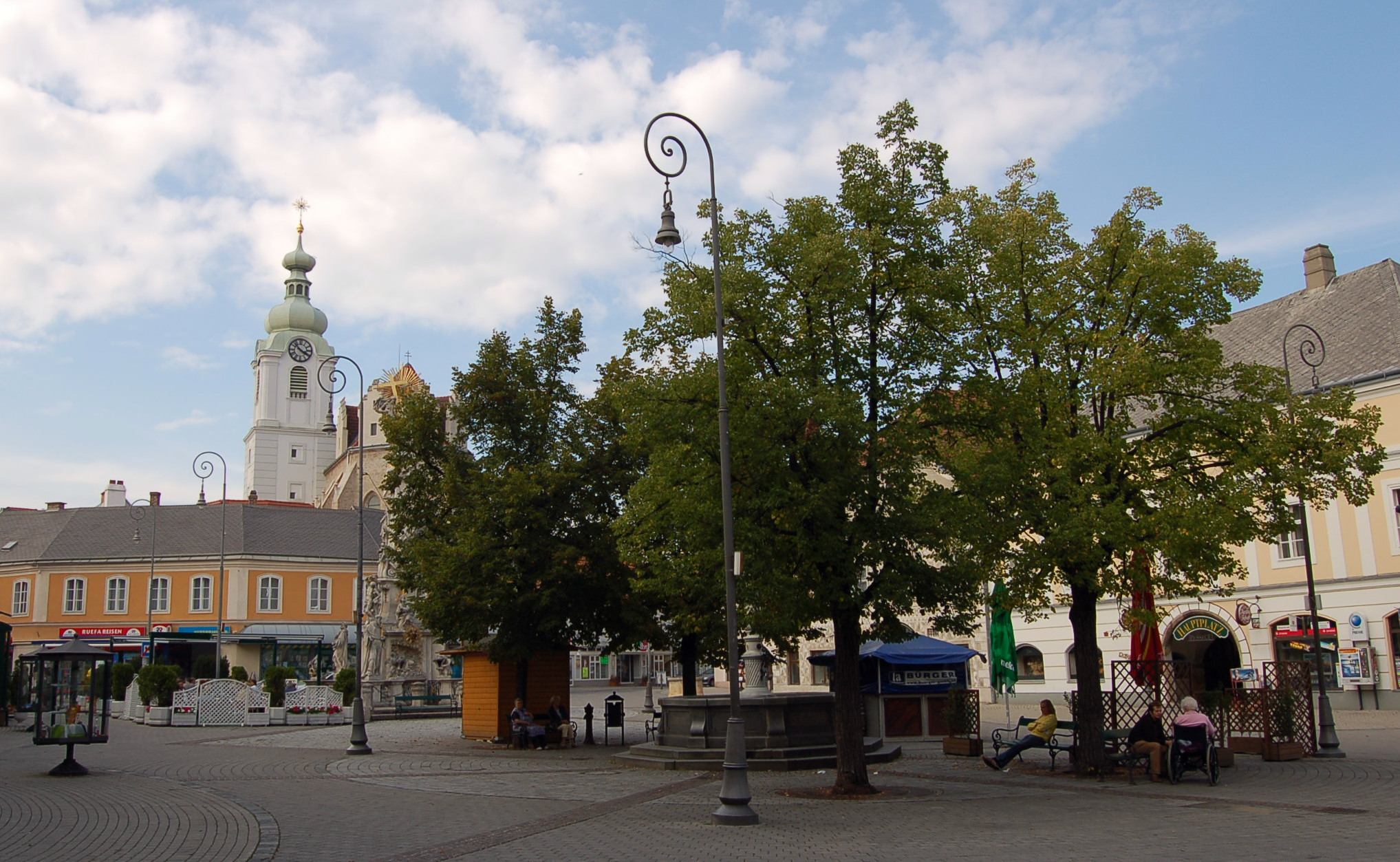
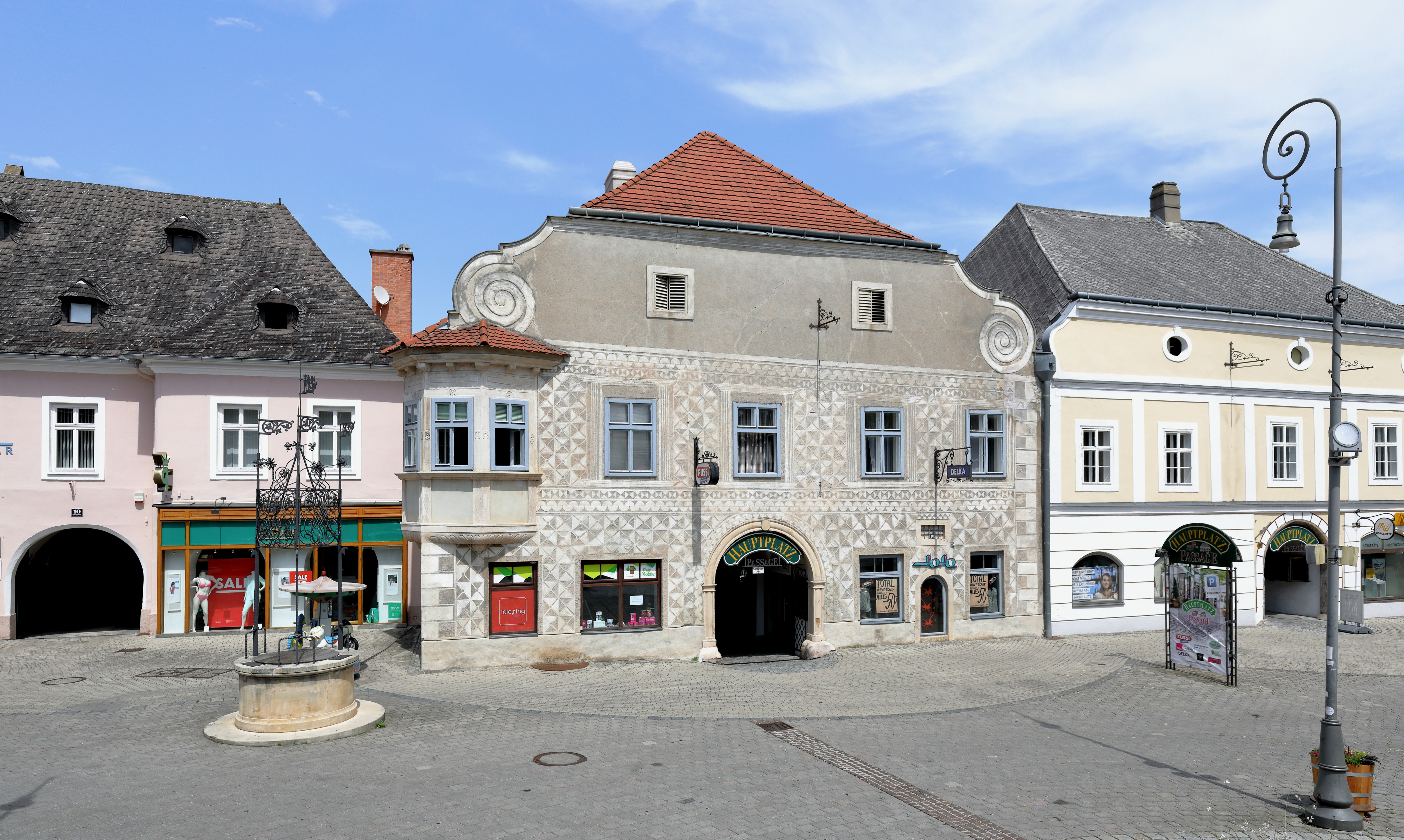

## Политическая ситуация
Бургомистр коммуны — Херберт Остербауэр (АНП) по результатам выборов 2010 года.
Совет представителей коммуны (нем. Gemeinderat) состоит из 37 мест.
- СДПА занимает 15 мест.
- АНП занимает 12 мест.
- Зелёные занимают 6 мест.
- АПС занимает 3 места.
- Список BLAUE занимает 1 место.